# Cantón de Valleraugue
El cantón de Valleraugue era una división administrativa francesa, que estaba situada en el departamento de Gard y la región de Languedoc-Rosellón.

## Composición
El cantón estaba formado por tres comunas:
- Notre-Dame-de-la-Rouvière
- Saint-André-de-Majencoules
- Valleraugue

## Supresión del cantón de Valleraugue
En aplicación del Decreto n.º 2014-232 de 24 de febrero de 2014, el cantón de Valleraugue fue suprimido el 22 de marzo de 2015 y sus 3 comunas pasaron a formar parte del nuevo cantón de Le Vigan.